# أبو قير الجديدة
أبو قير الجديدة هي منطقة سكنية جديدة قيد الإنشاء من الجيل الخامس وتعد أول مدينة مصرية يتم بناؤها بالكامل على جزيرة اصطناعية في البحر المتوسط. تقع بجوار منطقة أبو قير والمعمورة بمدينة الإسكندرية. تضم ميناء أبو قير والذي يجرى تطويره وتوسعته ليصبح أكبر ميناء على الساحل الشمالي.

## المخطط العام
تبلغ مساحة المنطقة حوالي 1400 فدان داخل البحر وبدأت أعمال الردم في فبراير 2021 ومن المتوقع انتهاء العمل فيها بحلول عام 2024 وفقاً للبيانات الرسمية ومن المخطط أن تحتوي المدينة على أكبر شاطئ على سواحل مدينة الإسكندرية الشرقية على مساحة 385 فدان، بالإضافة إلى إنشاء حاجز صد الأمواج بطول 9 كيلو مترات.